# Теория потенциальной эффективности
Теория потенциальной эффективности — это синтез теории надежности, теории информации и теории игр, наследница междисциплинарной кибернетики — с той же областью определения (биологические и инженерные системы), но построенная на единой концептуальной и математической основе. Основное понятие — эффективность, обобщая понятия надежности, помехоустойчивости и управляемости, определяется как вероятность достижения цели при ограниченных ресурсах (времени, энергии и т. д.). Фундаментальное понятие — целенаправленный выбор. Основные требование к моделям — конструктивность (явно указанный способ построения) и вероятностная осуществимость инженерных систем. Впервые сформулирована Б. С. Флейшманом в книге «Элементы теории потенциальной эффективности сложных систем» (1971). Соотношения теории потенциальной эффективности были использованы им для оценки потенциальной эффективности сложных инженерных и экологических систем.